# Ferdenrothorn
Le Ferdenrothorn est un sommet des Alpes bernoises en Suisse. Il culmine à 3 179 mètres d'altitude et fait partie du chaînon du Balmhorn situé entre le col de la Gemmi et le Lötschepass.

## Géographie
Le Ferdenrothorn est situé dans les Alpes bernoises, dans le canton du Valais, entre deux vallées : la vallée de Leukerbad, à l'ouest, et le Lötschental, à l'est. Il surplombe le Lötschepass, où passe la frontière avec le canton de Berne et la ligne de partage des eaux entre le Rhin et le Rhône. Le versant est (dominant le Lötschepass) présente des couches géologiques fortement plissées.